# Chad Hanks
Chad Hanks (ur. 1971, zm. 12 listopada 2017) – amerykański gitarzysta basowy, członek American Head Charge.

## Życiorys
W 1997 był jednym z założycieli industrial metalowego zespołu American Head Charge z Minneapolis, w stanie Minnesota, który stworzył z Cameronem Heacockiem (poznali się na oddziale leczenia uzależnień). Hanks był związany z zespołem w latach 1996–2009 i ponownie od 2011 aż do śmierci w 2017, będąc w tym czasie obok Heacocka jedynym stałym członkiem zespołu. W 1999 debiutował wraz z grupą, albumem Trepanation, brał także udział w nagraniu kolejnych płyt w tym The War of Art, która przyniosła grupie największą popularność. Hanks był także głównym autorem tekstów zespołu. W ostatnim okresie życia zmagał się z nieuleczalną chorobą. Zmarł 12 listopada 2017.